# ثمامة بن الأشرس
هو ثمامة بن الأشرس النميري البصري، أحد النظار على مذهب المعتزلة ، وأديب بارع، كان يمثل لوناً مميزاً من ألوان الاعتزال، فهو ليس بالزاهد - كأبي موسى المردار والجعفران - ولكنه المعتزلي المغامر في شؤون الدنيا، المتردد على قصور الخلفاء، يزين مجالسهم بالكلام العذب في الأدب والمناظرة في مسائل الاعتزال وغير الاعتزال، وقد مُلئت كتب الأدب بأحاديثه الممتعة ونوادره الطريفة. وصفه المرتضى فقال: ((كان واحد دهره في العلم والأدب، وكان جدلاً حاذقاً))، والجاحظ ينقل عنه كثيراً في البيان والتبيين والحيوان فيقول: ((حدثنا ثمامة))، و((أخبرنا ثمامة))، وقد تأثر الجاحظ به كثيراً في أسلوبه ومعانيه.

## مع هارون الرشيد
اتصل أول أمره بهارون الرشيد، ورُمي بالزندقة لحرية رأيه، فحبسه الرشيد ثم عفا عنه، وأُعجب بعقله فاتخذه جليساً. وفي مجالس الرشيد كان له الكثير من الحكم البديعة والأقوال الطريفة.. سأل الرشيد يوماً جلساءه عن أسوأ الناس حالاً، فقال كل واحد شيئاً، حتى جاء دور ثمامة فقال: أسوأ الناس حالاً عاقل يجري عليه حكم جاهل، قال ثُمامة: فتبينتُ الغضب في وجه الرشيد (لأنه ظن أنه يعنيه وكان قد حبسه)، فقلت: يا أمير المؤمنين، ما أحسبني وقعتُ بحيث أردتَ، وإنما عنيت حادثة، وهي أن سلاماً الأبرش (و كان سجاناً) وأنا في السجن كان يقرأ في المصحف: { ويل يومئذٍ للمكذَبين }، فقلت له: المكذَبون هم الرسل، والمكذِبون هم الكفار، فاقرأها: { ويل يومئذ للمكذِبين }، فقال سلام: قيل لي من قبل إنك زنديق ولم أقبل، ثم ضيَّق علي أشد الضيق.. فجعل الرشيد يضحك.

## مع المأمون
علا شأن ثمامة في أيام المأمون، فكان عنده فوق الوزراء، وقد أراده المأمون ليكون وزيراً له بعد مقتل الفضل بن سهل، فأبى وقال: ((إني لم أر أحداً تعرض للخدمة والوزارة إلا لم يكن لتَسلَمَ حالُه ولا تدوم منزلته))، فقبل المأمون منه ذلك، وقال له: فأشر عليّ برجل صالح لما أريد، فأشار عليه بأحمد بن أبي خالد الأحول، فلما مات أحمد بن أبي خالد عاد المأمون فأراد ثمامة على الوزارة فأبى، فاستشاره فيمن يصلح، فنصحه بيحيى بن أكثم. ولثمامة في مجالس المأمون الكثير من المناظرات المحفوظة في كتب الأدب.

## قوته في المناظرة
وهو قوي الحجة، ناظر يحيى بن أكثم بين يدي المأمون في خلق الأفعال، فقال ثمامة: ليست تخلو أفعال العباد من أمور تكون كلها لله ليس للعباد فيها صنع، أو أن يكون بعضها من العباد وبعضها من الله، فإن زعمت أن ليس للعباد فيها صنع كفرت، ونسبت إلى الله كل فعل قبيح، وإن زعمت أنها من الله ومن العباد كفرت، لأنك جعلت الخلق شركاء الله في فعل الفواحش والكفر، وإن زعمت أنها للعباد ليس لله فيها صنع صرت إلى ما أقوله.
قال له رجلُ يوماً: إني لي اليك حاجة، قال ثمامة: ولي اليك حاجة، قال: وما هي؟ قال: لا أذكرها حتى تضمن قضاءها، قال: قد فعلت، قال ثمامة: حاجتي أن لا تسألني هذه الحاجة، قال الرجل: رجعت عما أعطيتك، قال ثمامة: لكني لا أرد ما أخذت.

## اعتزاله
ساهم ثمامة في نشر الاعتزال في بغداد بمناظراته، وبقربه من المأمون، ونفوذه في القصر. وحكى الشهرستاني أنه كان له فرقة تنتسب إليه وترى رأيه، اسمها الثمامية. وقد وسع ثمامة نظرية التولد (خلق الأفعال)، وقال: ((إن المعارف متولدة من النظر، وهي فعل لا فاعل له كسائر المتولدات))، كما توسع في نظرية التحسين والتقبيح العقليين.

## كتب أخرى يمكن الرجوع إليها
- فضل الاعتزال وطبقات المعتزلة، القاضي عبد الجبار
- المنية والأمل في شرح الملل والنحل ( طبقات المعتزلة )، ابن المرتضى
- تاريخ بغداد، الخطيب البغدادي